# Église Saint-Pierre de Tasque
Pour les articles homonymes, voir Église Saint-Pierre.
L'église Saint-Pierre de Tasque est une église catholique située à Tasque, en France.

## Localisation
L'église est située dans le département français du Gers, sur la commune de Tasque.

## Historique
L'église et les vestiges de l'ancienne église abbatiale sont classés au titre objet des monuments historiques depuis 1999.

## Galerie d'images

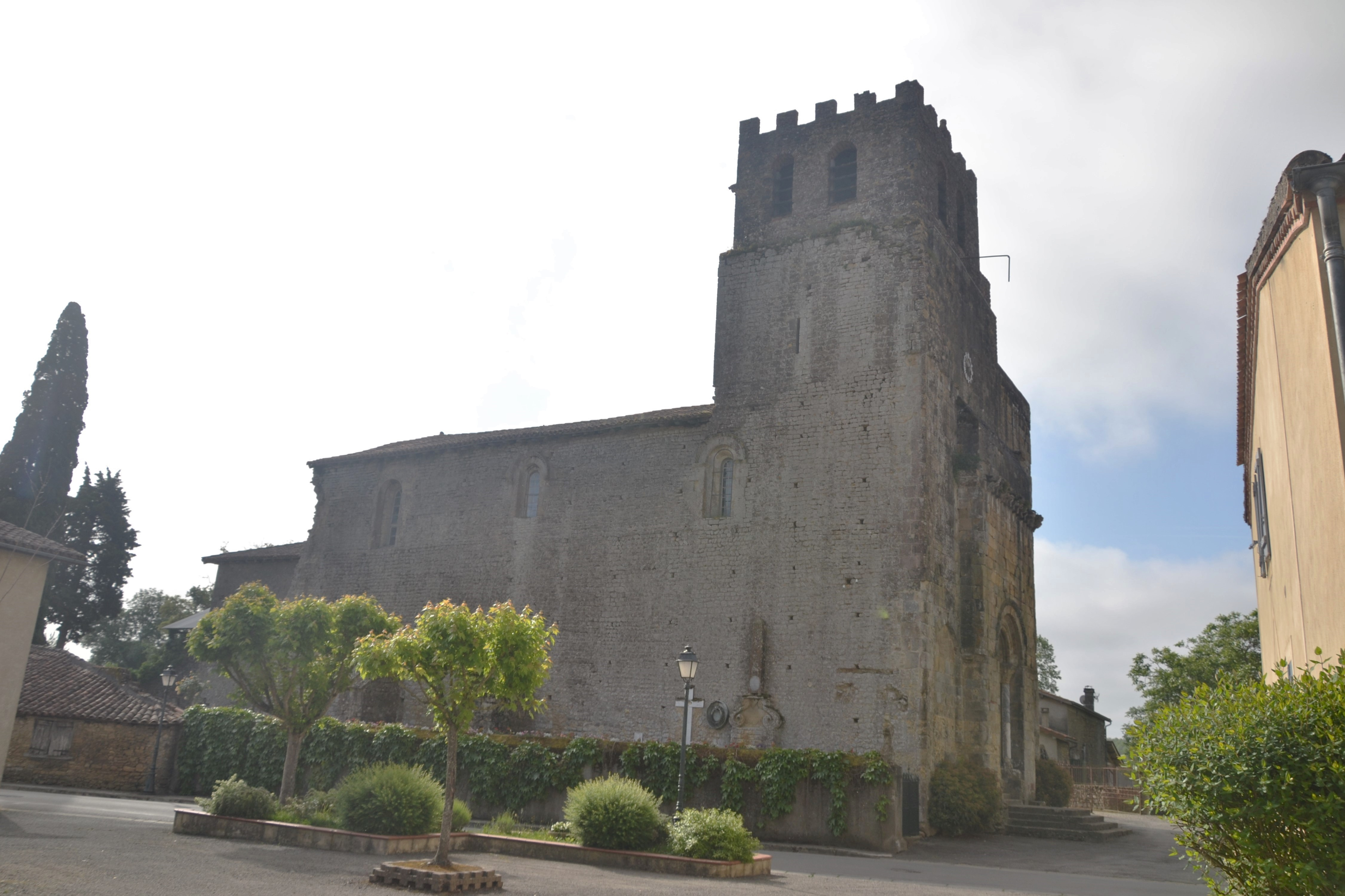
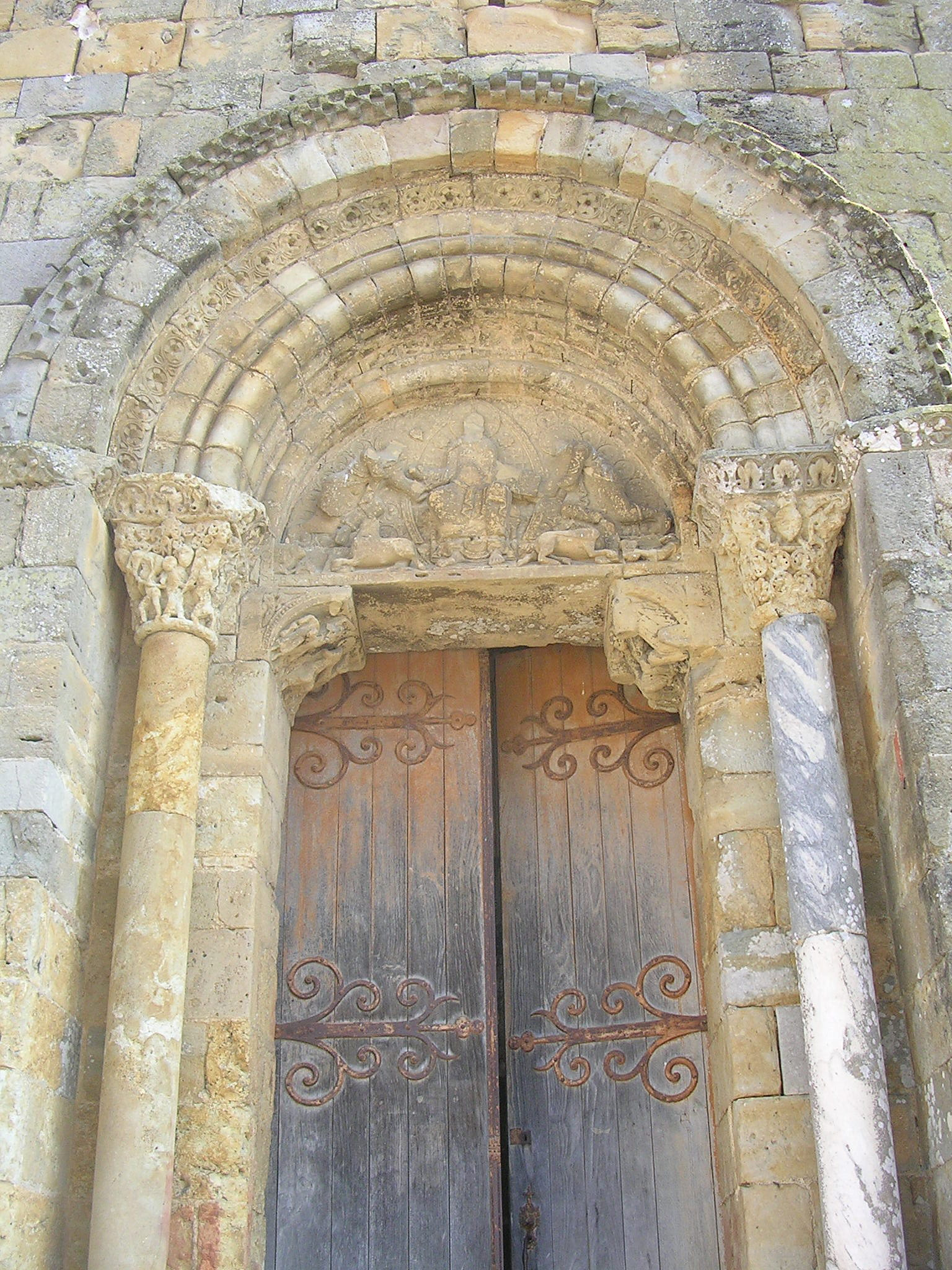
Portail d'entrée. Sur le tympan sont représentés le Christ pantocrator et le tétramorphe en partie mutilés.
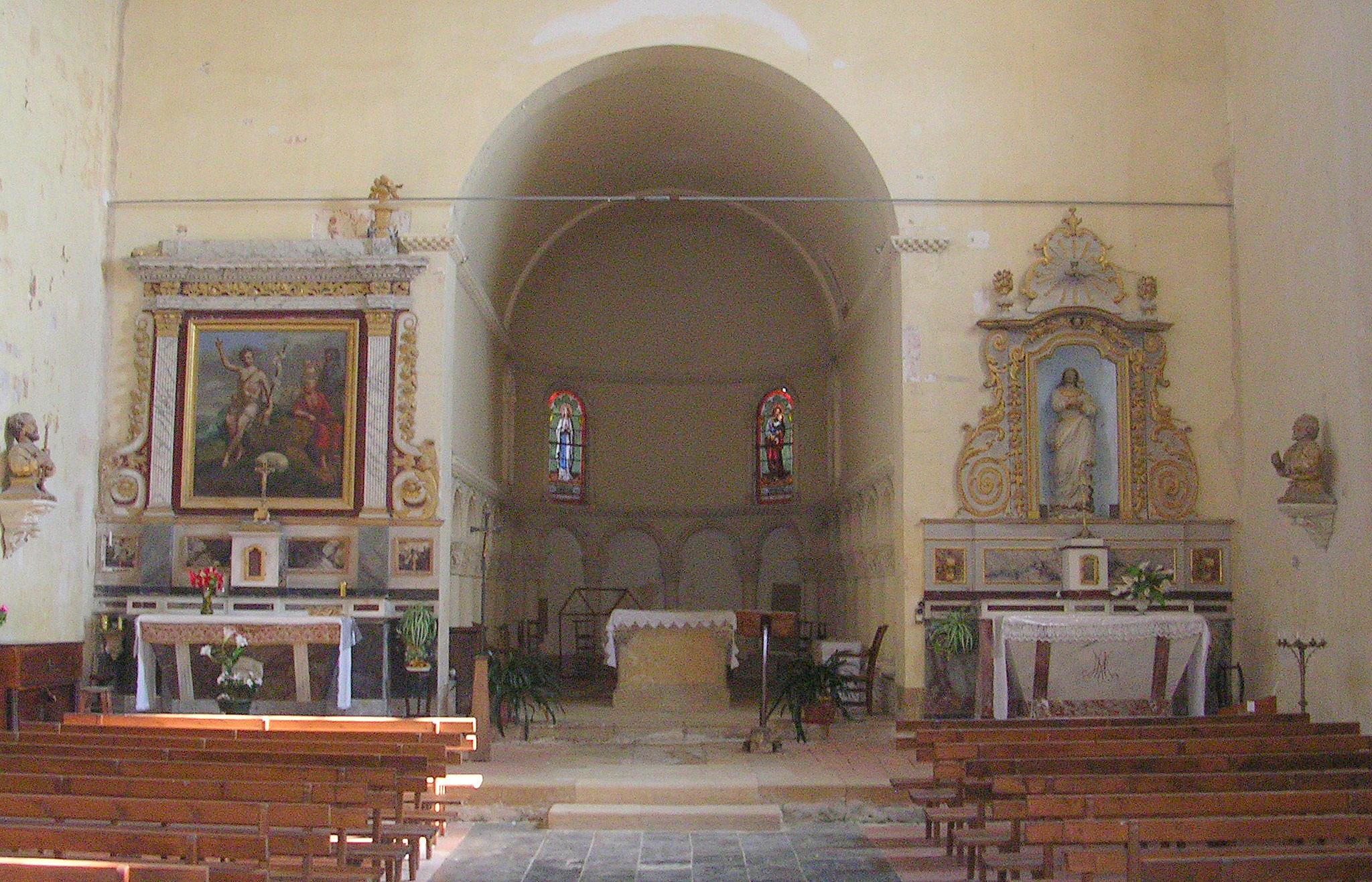
La nef et le chœur. Sur la gauche, la chapelle Saint-Jean-Baptiste, sur la droite, la chapelle de la Vierge Marie, au centre le chœur avec le maître autel